# Serie A 2024 (Ecuador)
La Serie A 2024, nota anche come LigaPro Ecuabet 2024 per ragioni di sponsorizzazione, è stata la 66ª edizione della massima serie del campionato di calcio ecuadoregno, la sesta con la nuova denominazione di LigaPro. Il campionato sarebbe dovuto iniziare il 16 febbraio 2024, ma è stato rimandato di due settimane a causa del Conflitto armato interno dell'Ecuador ed è iniziato il 1º marzo 2024, terminando il 14 dicembre successivo.
La squadra campione in carica era l'LDU Quito, che si è riconfermato vincendo il suo tredicesimo titolo nazionale.

## Stagione

### Novità
Al termine della scorsa stagione sono state retrocesse Gualaceo e Guayaquil City, ultime due classificate nella classifica aggregata. Al loro posto sono state promosse le prime due classificate della Primera Categoría Serie B: Macará, dopo un solo anno di assenza, e Imbabura, dopo 12 anni di serie cadetta.

### Formula
Il campionato è diviso in due periodi, Apertura e Clausura. Per ogni periodo le 16 squadre partecipanti giocano un girone all'italiana con partite di sola andata, per un totale di 15 giornate, al termine del quale la squadra prima classificata è campione del periodo e si qualifica per la fase finale. Le vincenti dei due periodi giocano una finale (andata e ritorno) per decretare i campioni nazionali. Le due squadre vincenti dei periodi, insieme con altre due squadre della classifica aggregata che tiene conto di entrambi i periodi si qualificano per la Coppa Libertadores 2025, mentre altre quattro squadre dalla classifica aggregata si qualificano per la Coppa Sudamericana 2025. 
Le ultime due classificate della classifica aggregata sono invece retrocesse in Serie B.

## Squadre partecipanti
| Club                    | Città     | Stagione precedente              |
| ----------------------- | --------- | -------------------------------- |
| Aucas                   | Quito     | 5° in Apertura; 3° in Clausura   |
| Barcelona SC            | Guayaquil | 4° in Apertura; 2° in Clausura   |
| Cumbayá                 | Quito     | 12° in Apertura; 15° in Clausura |
| Delfín                  | Manta     | 7° in Apertura; 4° in Clausura   |
| Deportivo Cuenca        | Cuenca    | 8° in Apertura; 12° in Clausura  |
| El Nacional             | Quito     | 2° in Apertura; 5° in Clausura   |
| Emelec                  | Guayaquil | 13° in Apertura; 6° in Clausura  |
| Imbabura                | Ibarra    | 2° in Serie B                    |
| Independiente del Valle | Sangolquí | 1° in Apertura; 8° in Clausura   |
| LDU Quito               | Quito     | Campione dell'Ecuador            |
| Libertad                | Loja      | 14° in Apertura; 13° in Clausura |
| Macará                  | Ambato    | 1° in Serie B                    |
| Mushuc Runa             | Ambato    | 15° in Apertura; 10° in Clausura |
| Orense                  | Machala   | 9° in Apertura; 11° in Clausura  |
| Téc. Universitario      | Ambato    | 10° in Apertura; 9° in Clausura  |
| Universidad Católica    | Quito     | 6° in Apertura; 7° in Clausura   |

## Apertura

### Classifica
|  | Pos. | Squadra                 | Pt | G  | V  | N | P  | GF | GS | DR  |
|  | ---- | ----------------------- | -- | -- | -- | - | -- | -- | -- | --- |
|  | 1.   | Independiente del Valle | 35 | 15 | 10 | 5 | 0  | 23 | 8  | +15 |
|  | 2.   | Barcelona SC            | 31 | 15 | 9  | 4 | 2  | 24 | 8  | +16 |
|  | 3.   | LDU Quito               | 30 | 15 | 9  | 3 | 3  | 27 | 17 | +10 |
|  | 4.   | Aucas                   | 29 | 15 | 8  | 5 | 2  | 31 | 18 | +13 |
|  | 5.   | Universidad Católica    | 25 | 15 | 7  | 4 | 4  | 31 | 20 | +11 |
|  | 6.   | Emelec                  | 25 | 15 | 6  | 7 | 2  | 17 | 12 | +5  |
|  | 7.   | El Nacional (-3)        | 21 | 15 | 8  | 0 | 7  | 17 | 16 | +1  |
|  | 8.   | Mushuc Runa             | 18 | 15 | 5  | 3 | 7  | 18 | 19 | -1  |
|  | 9.   | Macará                  | 18 | 15 | 4  | 6 | 5  | 11 | 13 | -2  |
|  | 10.  | Deportivo Cuenca        | 16 | 15 | 3  | 7 | 5  | 25 | 24 | +1  |
|  | 11.  | Téc. Universitario      | 16 | 15 | 4  | 4 | 7  | 14 | 21 | -7  |
|  | 12.  | Orense                  | 15 | 15 | 3  | 6 | 6  | 10 | 17 | -7  |
|  | 13.  | Cumbayá                 | 14 | 15 | 4  | 2 | 9  | 8  | 19 | -11 |
|  | 14.  | Imbabura                | 13 | 15 | 3  | 4 | 8  | 17 | 29 | -12 |
|  | 15.  | Delfín                  | 9  | 15 | 2  | 3 | 10 | 8  | 23 | -15 |
|  | 16.  | Libertad (-4)           | 4  | 15 | 1  | 5 | 9  | 8  | 25 | -17 |

Legenda:
      Campione di Apertura e qualificata per la Fase finale.

## Clausura

### Classifica
|  | Pos. | Squadra                 | Pt | G  | V  | N | P  | GF | GS | DR  |
|  | ---- | ----------------------- | -- | -- | -- | - | -- | -- | -- | --- |
|  | 1.   | LDU Quito               | 35 | 15 | 11 | 2 | 2  | 33 | 14 | +19 |
|  | 2.   | Independiente del Valle | 30 | 15 | 9  | 3 | 3  | 33 | 14 | +19 |
|  | 3.   | Universidad Católica    | 26 | 15 | 8  | 2 | 5  | 28 | 24 | +4  |
|  | 4.   | Barcelona SC            | 25 | 15 | 7  | 4 | 4  | 30 | 21 | +9  |
|  | 5.   | Orense                  | 25 | 15 | 7  | 4 | 4  | 18 | 16 | +2  |
|  | 6.   | Mushuc Runa             | 23 | 15 | 5  | 8 | 2  | 27 | 24 | +3  |
|  | 7.   | Libertad                | 23 | 15 | 6  | 5 | 4  | 20 | 18 | +2  |
|  | 8.   | Téc. Universitario      | 22 | 15 | 6  | 4 | 5  | 25 | 15 | +10 |
|  | 9.   | Delfín                  | 22 | 15 | 6  | 4 | 5  | 21 | 22 | -1  |
|  | 10.  | El Nacional             | 19 | 15 | 5  | 4 | 6  | 16 | 20 | -4  |
|  | 11.  | Aucas                   | 16 | 15 | 4  | 4 | 7  | 16 | 22 | -6  |
|  | 12.  | Macará                  | 15 | 15 | 4  | 3 | 8  | 15 | 27 | -12 |
|  | 13.  | Deportivo Cuenca (-3)   | 13 | 15 | 4  | 4 | 7  | 15 | 21 | -6  |
|  | 14.  | Imbabura                | 11 | 15 | 3  | 2 | 10 | 17 | 31 | -14 |
|  | 15.  | Cumbayá                 | 10 | 15 | 2  | 4 | 9  | 17 | 34 | -17 |
|  | 16.  | Emelec (-3)             | 9  | 15 | 3  | 3 | 9  | 12 | 20 | -8  |

Legenda:
      Campione di Clausura e qualificata per la Fase finale.

## Finale
| Squadra 1 | Totale | Squadra 2               | Andata | Ritorno |
| --------- | ------ | ----------------------- | ------ | ------- |
| LDU Quito | 3 - 1  | Independiente del Valle | 3 - 0  | 0 - 1   |